# Wolfgang Nikolaus Pertl
Wolfgang Nikolaus Pertl (* 6. Dezember 1667 in St. Gilgen; † 7. März 1724 ebenda) war ein Salzburger Jurist und der Großvater von Wolfgang Amadé Mozart.

## Leben
Pertl wurde als Sohn von Johannes Pertl (1607–1698) und Magdalena Zacher († 1681) in St. Gilgen geboren. Nach dem Besuch des Gymnasiums studierte Pertl in Salzburg Jus. In dieser Zeit trat er mehrmals als Sänger solistisch, nach 1691 als Instrumentalbassist bei den Jahresschlussveranstaltungen auf der Schulbühne der Benediktineruniversität auf. Zudem fungierte er auch als Sänger und Gesangslehrer im Erzstift St. Peter.
Nach seinem Studium arbeitete er zunächst in Wien, bis er 1706 in die erzbischöflichen Dienste beim Rentmeisteramt trat. 
1712 heiratete er die Witwe Eva Rosa Rosina Barbara Euphrosina Puxbaum (1681–1755), geborene Altmann. Aus der Ehe gingen drei Kinder hervor:
- Clara Elisabeth Rosina Pert (*/† 1713)
- Maria Rosina Erntrudis (1719–1728)
- Anna Maria Walburga Pertl (1720–1778)

1716 wurde Pertl Pflegegerichtsverwalter am Bezirksgericht St. Gilgen. Er residierte zunächst auf Schloss Hüttenstein, bezog dann aber eine Wohnung im neu errichteten Amtshaus in der Ischler Straße in St. Gilgen (Mozarthaus St. Gilgen).
Nach seinem Tod lebten seine Frau und seine Töchter unter ärmlichen Verhältnissen in Salzburg; er hinterließ nicht unerhebliche Schulden.